# عبد الكريم الكرمي
عبد الكريم الكرمي (1909 – 11 أكتوبر 1980)، وكنيته أبو سلمى، ولقبه زيتونة فلسطين، هو شاعر وأديب وكاتب وسياسي فلسطيني، وُلِدَ في مدينة طولكرم الفلسطينية، يُعد أحد أبرز الشعراء العرب، ويُعتبر من الشعراء الأبرز انتشارًا على المستوى العالمي والعربي والفلسطيني، وهو صاحب مكانة بارزة في الأدب العربي شعرًا ونثرًا، وأحد أعلام الأدب العربي المعاصر، وعضو المجلس الوطني الفلسطيني، ورئيس قسم الإعلام في منظمة التحرير الفلسطينية، ورئيس الاتحاد العام للكتاب والأدباء الفلسطينيين، ومن مُؤسسي الاتحاد.

## نشأته وحياته
وُلِدَ عبد الكريم سعيد علي منصور الكرمي في مدينة طولكرم الفلسطينية صيف عام 1909، تلقى تعليمه الابتدائي والإعدادي في مدارس مدينته طولكرم، والثانوي في مدرسة السلط الثانوية لسنة واحدة، وأنهى الثانوية العامة في مدرسة عنبر بدمشق عام 1927، ثم عاد إلى مدينته طولكرم في ذات العام، والتحق بمعهد الحقوق الفلسطيني، حيث تخرج وعمل في حقلي التدريس والمحاماة في فلسطين.

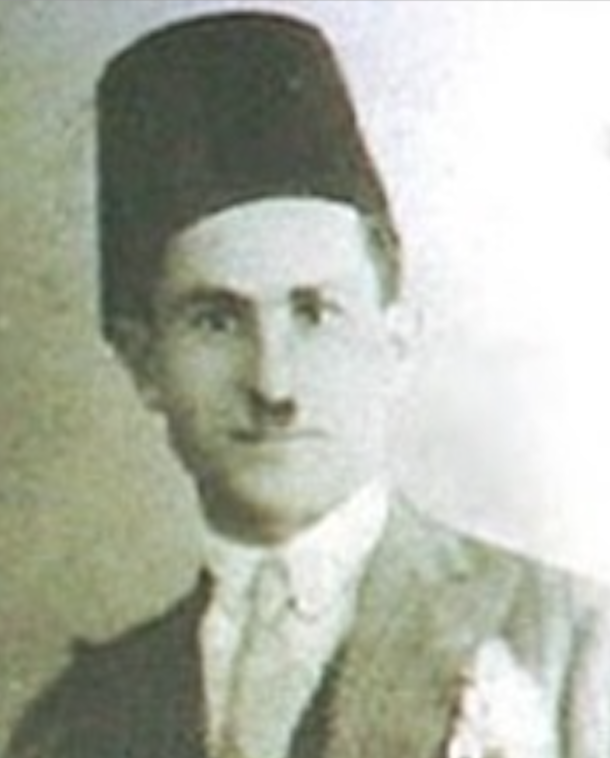
عبد الكريم الكرمي في مطلع شبابه

في عام 1936 أقالته السّلطات البريطانية من التدريس، فقد نظم قصيدة نشرتها مجلة الرسالة القاهرية بعنوان (يا فلسطين) هاجم فيها السلطات البريطانية لعزمها على إنشاء قصر للمندوب السامي البريطاني على جبل المكبّر، فاستدعاه مدير التعليم البريطاني (مستر فرل)، وأبلغه قراره بفصله من العمل. بعد أن فقد أبو سلمى وظيفته التعليمية بالقدس، ضمّه صديقه إبراهيم طوقان إلى دار الإذاعة الفلسطينية، واستمرّ يعمل في جهازها الإعلامي إلى أن استقال من عمله. وكان الشاعر الفلسطيني عبد الهادي كامل أحد أصدقاءه المقربين.
عمل الكرمي في مهنة المحاماة، حيث افتتح مكتباً له عام 1943، وبدأ عمله بالدفاع عن المناضلين العرب المتهمين في قضايا الثورة الفلسطينية. وأصبح في فترة قصيرة محامياً مرموقاً في فلسطين، وظل يعمل في حقل المحاماة حتى عام 1948، حيث توجه إلى دمشق وزاول هناك مهنة المحاماة والتدريس، ثم عمل بوزارة الإعلام السورية وأسهم في العديد من المؤتمرات العربية والآسيوية والإفريقية والعالمية.
شارك الكرمي في المؤتمر العربي الفلسطيني الأول الذي عقد في القدس بتاريخ 28 مايو 1964، والذي أعلن فيه قيام منظمة التحرير الفلسطينية، وأصبح الكرمي عضواً في المجلس الوطني الفلسطيني بمنظمة التحرير الفلسطينية خلال الدورة الأولى للمجلس، كما شارك في كل المجالس الوطنية المتعاقبة حتى رحيله.
عُيّن الكرمي مسؤولاً عن التضامن الآسيوي الأفريقي في منظمة التحرير الفلسطينية، بعد مشاركته موفداً عن المنظمة في أعمال المؤتمر التأسيسي لمنظمة التضامن الآسيوي الأفريقي الذي عقد بالقاهرة عام 1965، كما شارك في مؤتمرات عديدة أهمها مؤتمر مجلس السلم العالمي، ومؤتمر اتحاد كتاب آسيا وأفريقيا، وغيرها.
في 1 ديسمبر 1978، أقامت منظمة التحرير الفلسطينية احتفالاً له في بيروت بحضور قادة المنظمة وشعراء من عدد من الدول العربية بمناسبة تسلّمه جائزة لوتس للأدب.
انتخب عبد الكريم الكرمي رئيسًا للاتحاد العام للكتاب والصحافيين الفلسطينيين خلال المؤتمر الثالث للاتحاد في أبريل 1980، ويعد الاتحاد أحد مؤسسات منظمة التحرير الفلسطينية.

## حياته الشخصية
عاش عبد الكريم الكرمي في أسرة اشتهرت بالعلم، فوالده هو العالم الوزير سعيد الكرمي، وأخوته هم: السياسي عبد الغني الكرمي، والأديب أحمد شاكر الكرمي، والعالم اللغوي حسن الكرمي، والأديب محمود الكرمي. أما جده فهو الشيخ علي منصور الكرمي.
رغم أن أبا سلمى قد تزوج ورزق بوحيده سعيد، إلا أنه لم ينجب سلمى أبدًا، وبذلك بقي هذا الاسم مجرد لقب شعري رافقه طيلة رحلته الشعرية منذ أن كان على مقاعد الدراسة وحتى صار اسمه الأشهر.

شجرة عائلة الكرمي ويظهر عبد الكريم ضمنها.
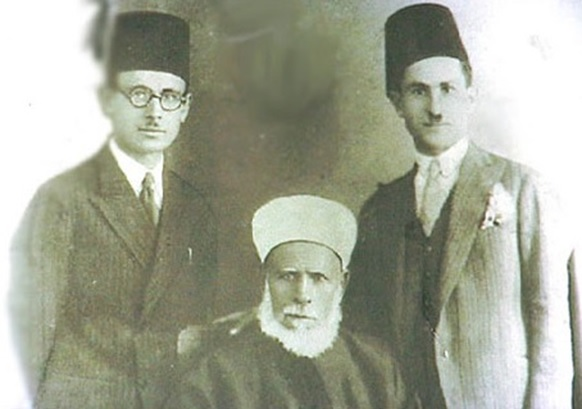
من يمين الصورة إلى يسارها بالترتيب: عبد الكريم الكرمي، وسعيد الكرمي، وعبد الغني الكرمي.

## دواوينه الشعرية
- ديوان «المشرد»، عام 1953.
- ديوان «أغنيات بلادي»، عام 1959.
- ديوان «أغاني الأطفال»، عام 1964.
- ديوان «من فلسطين ريشتي»، عام 1971.
- ديوان «الأعمال الكاملة»، عام 1978.

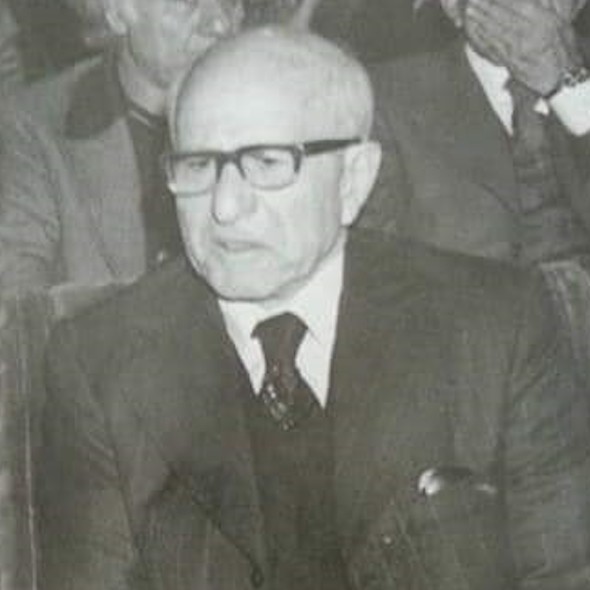
عبد الكريم الكرمي.

## مؤلفاته النثرية
- «كفاح عرب فلسطين»،[18] عام 1964.
- «آثار أحمد شاكر الكرمي الأدبية والنقدية والقصصية»، عام 1964.
- "سعيد الكرمي"، عام 1973.
- «الثورة»، مسرحية.

## لقبه
يُعرف أبي سلمى بلقبه البارز «زيتونة فلسطين»، كما يلقب بمجموعة أخرى من الألقاب، منها: «شاعر فلسطين» و«سنديانة الشعر الفلسطيني».

## أوسمة وجوائز
نال عبد الكريم الكرمي مجموعة من الأوسمة والجوائز، كان من أبرزها:
- جائزة لوتس الدولية للأدب،[20] عام 1978، وقد تسلمها من رئيس جمهورية أنغولا أغوستينيو نيتو،[21] في 1 يوليو 1979.[22]
- وسام الثورة الفلسطينية،[23] عام 1980، وهو أعلى وسام فلسطيني حينها،[24] حيث منحه رئيس منظمة التحرير الفلسطينية ياسر عرفات الوسام في مطلع ديسمبر 1980،[25] خلال إحياء ذكرى مرور أربعين يومًا على رحيله.[26]

- وسام القدس للثقافة والفنون والآداب، عام 1990، من رئيس منظمة التحرير الفلسطينية ياسر عرفات، في يناير 1990.[27][28]
- وسام الثقافة والعلوم والفنون الفلسطيني بدرجة الإبداع،[29] عام 2015،[30] حيث منحه الرئيس الفلسطيني محمود عباس الوسام بتاريخ 14 سبتمبر 2015،[31] وذلك «تقديراً لمكانته ودوره الفاعل في حركة الشعر الفلسطيني، ودفاعه عن وطنه وشعبه بالكلمة الصادقة والموقف الشجاع»،[30] وقد تسلمت عائلته الوسام في 22 أغسطس 2016،[32] خلال احتفال ثقافي دولي حضره أدباء وشعراء دوليين.[33][34]

## وفاته
أصيب عبد الكريم الكرمي بوعكة صحية خلال تواجده في العاصمة الروسية موسكو حيث كان فيها للمشاركة بإحدى مؤتمرات منظمة التضامن، ونقل على إثرها إلى المستشفى هناك، وأجريت له عملية جراحية، لكن حالته الصحية تدهورت، وقد بذل الأطباء الروس بما فيهم ابنه الطبيب سعيد أقصى جهودهم لإنقاذ حياته، وبعد أن يَئِسوا من شفائه جرى نقله إلى الولايات المتحدة الأمريكية، وبعد سبعة أيام هناك من محاولات إنقاذ حياته توفي، وذلك بتاريخ 11 أكتوبر 1980 في مستشفى جامعة جورج واشنطن في العاصمة واشنطن، إثر إصابته بإنتان الدم الحاد، و دُفِن في مقبرة الشهداء في دمشق بجنازة رسمية وشعبية كبيرة.

## قالوا عنه

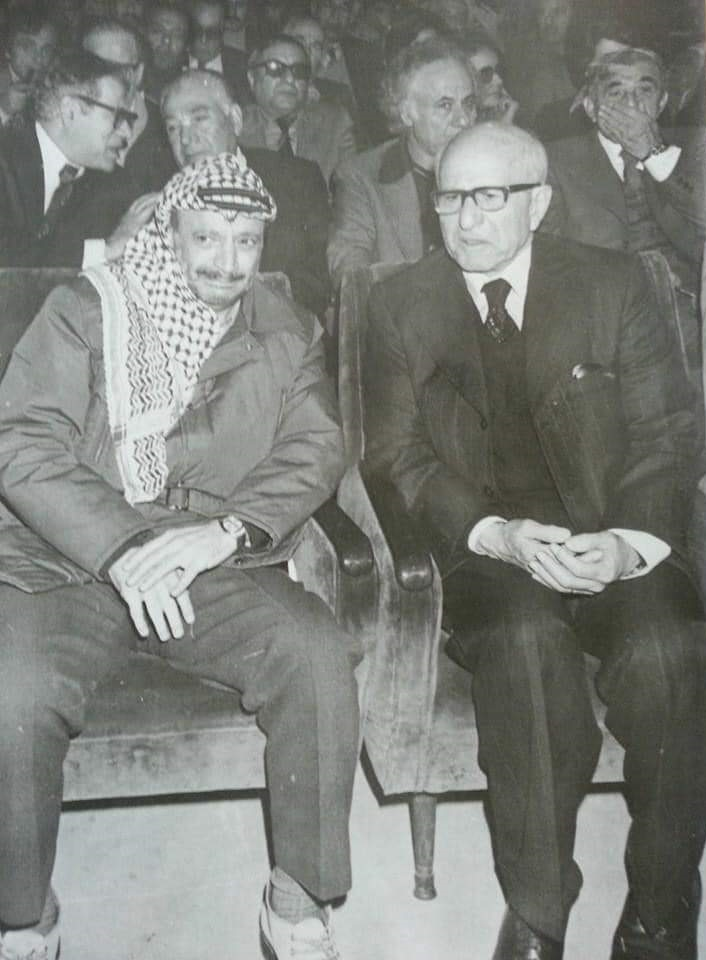
عبد الكريم الكرمي وياسر عرفات في إحدى المناسبات.

- قال محمود درويش عن أبي سلمى: «أنت الجذع الذي نبتت عليه قصائدنا».[41]
- خلال احتفال تكريمي كبير له في بيروت، في 1 ديسمبر 1978، بمناسبة فوزه بجائزة لوتس،[42] قال ياسر عرفات وهو يعانق أبا سلمى: «أخي وأستاذي ومعلمي أبو سلمى، يوم تكريمك هذا إنما هو تكريم لفلسطين من خلالك، فلسطين الخندق الأمامي للأمة العربية».[43]
- قال رئيس جمهورية أنغولا أغوستينيو نيتو خلال تسلميه جائزة لوتس للكرمي: «الشاعر الفلسطيني أبو سلمى قد عاش من أجل قضية شعبه ووطنه، وكرّس شعره صوتًا صافيًا ومخلصًا لقضايا وطنه المعذب فلسطين. وأنا أقول في النهاية، إنه رغم التزامه بقضيته، إلا أنه لم ينس المرأة، فأحبها وتغزّل بها، وكتب الكثير من القصائد في وصفها، حتى إنه لقب باسم إحداهن».[21]
- في 11 أكتوبر 2021، حيث الذكرى الـ41 عامًا على رحيله، أصدر الاتحاد العام للكتاب والأدباء الفلسطينيين بيانًا جاء فيه: «ليس للعبارات مهما تزخرفت، أن تنقش نبضات تعرشت على جدران الشوق إليه، وهو الشاعر، والثائر، والبديع عالي المقام، في وطن لا يزال يشرب من نهر شعره معاني الصمود والصبر والبقاء، فأبو سلمى لم يكن عابر حياة، ولا قاطع زمن، ولا سهمًا خاطفًا ينساه البصر، بل كان جيلًا مقيمًا، وجبلًا أشمّاً، ومدارًا لا ينقطع في مجرة المخلصين، ولئن كثرت سنوات الفراق، وابتعدت أرقام السنين عن عيشه البديع، يبقى الثابت يقينًا في سجل الفاعلين، ومليك احترام من عرفوه، وتعلموا منه، ووصلت إليهم أنواره في لجة الظلمة المدلهمة».[44][45]

- في 11 أكتوبر 2022، في ذكرى رحيله الـ42، استذكر الاتحاد العام للكتاب والأدباء الفلسطينيين الكرمي في بيان صدر عنه بهذا الخصوص جاء فيه: «يا أبا سلمى، والبلاد تشتاق إليك، نرد إليها اليوم قصائدك قناديل تشغل العتمة انزياحًا لفضاء أوسع نعيشه. تمر سنوات رحيلك ولن يغرينا النسيان بغفوة لتجاهلك، وكيف يكون، وأنت الجذع الجسر، والأساس الحصين، ونحن على ما تركت لنا من كلمة وعبارة ولغة، نواصل دربك، ونتشفع فيك لكل صاحب رسالة يكتب عن حلمك وأمنياتك، وصوتك لا يزال يغزل لنا درعنا الأقوى في قلعة شموخك».[7][46][47]

## إحياء ذكراه
في 26 فبراير 2023 نظمت جامعة فلسطين التقنية "خضوري" في مدينة طولكرم و"مؤسسة محمود درويش" ندوة ثقافية بعنوان "ذكرى مبدع" لإحياء ذكرى عبد الكريم الكرمي، وقد حضر الندوة شخصياتٍ عامة وسياسية وأدبية وثقافية إضافةً لعائلة الشاعر، وكان على راس الحضور محافظ طولكرم عصام أبو بكر الذي نقل للحضور تحيات الرئيس الفلسطيني محمود عباس.

## من قصائده
| قصيدة «أحببتك أكثر»                 |
| كُلمَا حَاربتُ مِن أَجلِكِ أَحبَبتُكِ أَكثَر      |
| أَيُّ تُربٍ غَيرَ هذا التُّربِ مِن مِسكٍ وَعَنبر   |
| أَيُّ أُفقٍ غَيرَ هذا الأُفقِ في الدُّنيا مُعَطر |
| كُلما دافعتُ عن أَرضِكِ عُودُ العُمرِ يَخضَر   |
| وجناحي يا فِلَسطينُ على القِمةِ يُنشَر     |
| يا فِلسطينيةَ الاسمِ الذي يُوحِي وَيَسحَر   |
| تَشهَدُ السُّمرَةُ في خَدَّيكِ أنَّ الحُسنَ أَسمَر   |
| لم أَزل أَقرَأُ في عَينيكِ أُنشودةَ عَبقَر    |
| وعلى شَطَّيهِمَا أَمواجُ عكا تَتَكَسَّر         |
| مِن بَقايا دَمعِنا هل شَجرُ الليمونِ أَزهَر  |
| والحَواكِيرُ بَكت مِن بَعدِنا والرَّوضُ أَقفَر  |
| وكُرومُ العِنبِ الخَمرِيِّ شَقَّت أَلفَ مِئزَر     |
| لم تَعُد تَعتنِقُ السَّفحَ عَصافِيرُ الصَّنَوبَر   |
| ونُجومُ الليل ما عادت على الكرمِلِ تَسهَر |
| يا فِلَسطينُ انظُرِي شَعبَكِ في أَروَعِ مَنظَر   |
| بِلَظَى الثورةِ والتشريدِ للعالَمِ يَثأَر    |
| لم يُحَرَّر وَطنٌ إِلا إِذا الشَّعـبُ تَحَرَّر     |
| كُلُّ إِنسانٍ لهُ دارٌ وأَحـلامٌ وَمِزهَر       |
| وأنا الحامِلُ تاريخَ بِلادي أَتَعَثَّر       |
| وعلى كُلِّ طَريقٍ لم أَزل أَشعَث أَغبَر       |
| كُلما رَفَّ عَلَيَّ اسمُكِ كانَ الحَرفُ أَشعَر     |
| وحُروفي تَزرعُ الأشواقَ فِي كُلِّ مُعَسكَر     |
| وحُروفي شُعَلٌ في كُلِّ صحراءَ ومَهجَر        |
| يا فلسطين ولا أغلى ولا أحلى وأطهر   |
| كُلما حَاربتُ مِن أَجلِكِ أَحبَبتُكِ أَكثَر      |

## وصلات خارجية
- مرسوم الرئيس الفلسطيني محمود عباس بشأن منح «وسام الثقافة والعلوم والفنون بدرجة الإبداع» للشاعر عبد الكريم الكرمي، 14 سبتمبر 2015.
- صورة لعبد الكريم الكرمي مع ياسر عرفات، موقع فلسطين في الذاكرة.
- تصفح ديوان أبي سلمى.
- عبد الكريم الكرمي على موقع بوابة الشعراء
- عبد الكريم الكرمي على موقع موسوعة الديوان الشعرية
- عبد الكريم الكرمي على موقع أرشيف الشارخ
- عبد الكريم الكرمي على موقع المكتبة المفتوحة (الإنجليزية)